# Abdullah Al-Sudairy
Abdullah Mohammed Al-Sudairy (2 de fevereiro de 1992) é um futebolista profissional saudita que atua como goleiro.

## Carreira
Abdullah Al-Sudairy representou a Seleção Saudita de Futebol na Copa da Ásia de 2015.